# Jean-Pierre Marionex
Jean-Pierre Marionex (Elsene, 22 april 1937 - 6 april 2007) was een Belgisch hockeyer.

## Levensloop
Marionex was actief bij Royal Orée.
Daarnaast maakte hij deel uit van het Belgisch hockeyteam. Met de nationale ploeg nam hij onder meer deel aan de Olympische Zomerspelen van 1960. Ook maakte hij deel uit van de nationale equipe die in 1959 werd bekroond met de 'Nationale trofee voor sportverdienste'.